# Phaeozona purpurascens
Phaeozona purpurascens är en fjärilsart som beskrevs av George Thomas Bethune-Baker 1906. Phaeozona purpurascens ingår i släktet Phaeozona och familjen nattflyn. Inga underarter finns listade i Catalogue of Life.